# 松村彰士
松村 彰士（まつむら しょうじ、1950年7月20日 - ）は、奈良県出身の元プロ野球選手（内野手）。

## 経歴
御所工業高では三塁手、控え投手として活躍。1968年の春の選抜に出場。1回戦で杉山茂、町田公雄らのいた銚子商に敗退。高校同期に伊達泰司がいる。
1968年のプロ野球ドラフト会議で南海ホークスから5位指名されるが、これを拒否して伊達泰司とともに法政大学に進学。1969年秋季リーグから4季連続優勝を経験。全日本大学野球選手権大会、明治神宮野球大会とも準優勝1回。1年上に藤村正美、高岡茂夫、森貞周治、1年下に山本功児がおり、なかなか活躍の機会はなかった。
大学卒業後は社会人野球のエアロマスターへ進むが1年目途中で会社倒産により辻和へ移籍するも、1974年オフにドラフト外で近鉄バファローズに入団。一軍公式戦への出場がないまま、1976年に現役を引退した。

## 詳細情報

### 年度別打撃成績
- 一軍公式戦出場なし

### 背番号
- 47 （1975年 - 1976年）